# Sapo (película)
Sapo es una película chilena de 2017. Dirigida por Juan Pablo Ternicier, y protagonizada por Fernando Gómez-Rovira. La película obtuvo el año 2017 el trofeo a Mejor Película en la Competencia Nacional en el Festival SANFIC.

## Sinopsis
En 1985, el periodista Jeremías Gallardo despacha desde el correo de Valparaíso el final de una larga historia de crímenes que cometieron dos ex carabineros, y que tuvo a la opinión pública conmocionada. 
Jeremías es el único periodista que entrevista a los dos ex carabineros, y registra el momento de la ejecución de la sentencia, la última pena de muerte aplicada por un tribunal chileno. Esa misma noche, Jeremías deberá asistir al nacimiento de su primera hija. 
En su retorno a la capital, la carretera se encargará de revivir en él momentos de su oculto pasado ligado a los servicios de inteligencia de la época.

## Inspiración
El personaje del protagonista, Jeremías Gallardo, está basado en los periodistas colaboradores de la dictadura militar de Augusto Pinochet, Julio López Blanco, Pablo Honorato y Claudio Sánchez.

## Elenco
- Fernando Gomez-Rovira
- Loreto Aravena
- Ingrid Isensee
- Mario Horton
- Víctor Montero
- Eduardo Paxeco